# Metis (Grecia antica)
La metis (in greco antico: μῆτις?, mêtis, "lett. "il consiglio, l'astuzia"")  è una strategia di relazione con gli altri e con la natura basata sull’“astuzia dell’intelligenza”.
La metis non è designata da un altro termine comune nella lingua italiana ma solo da questa espressione. Ha poi il valore di un concetto analitico. Permette, nella traduzione e nell'analisi letteraria, di riprodurre il significato di certe scene, dove regnano consigli e astuzia, e permette anche di descrivere la complessità dell'eroe. La ricchezza di questo concetto fa sì che venga utilizzato in altre attività, come l'antropologia (es: l'opera di Paul Radin), psicologia (es: il concetto di bambino interiore in Carl Gustav Jung), strategie economiche e finanziarie, o anche strategia militare.

## Definizione generale
«[La metis] si sviluppa e si attualizza in un sapere eminentemente pratico, rivolto al momento e alle situazioni mutevoli e imprevedibili che richiedono un'azione immediata. Consiste nel “mettersi nei panni dell'altro”, adottando per un momento la loro visione del mondo per immaginare ciò che non vedranno, ciò che gli sfuggirà. Condizione necessaria per il dispiegamento della metis è il più delle volte la necessità di “salvarsi la pelle”: "possiamo designare l'intelligenza che sta alla base di questa forma di conoscenza come intelligenza di sopravvivenza.  L'uso della parola sopravvivenza, in un primo significato, serve per riferirsi a situazioni estreme, come la guerra, in cui predomina questa forma di intelligenza. Così “fare il morto” diventa il trucco per eccellenza della Metis.
“Nel suo aspetto tecnico, l'intelligenza della metis viene utilizzata per creare o trasformare materiali, strumenti e oggetti. Sono le conoscenze sviluppate dall'artista, dall'artigiano, dal tecnico e dal tuttofare. L'altro con cui dobbiamo combattere è poi la materia stessa della creazione».

## Origine del concetto
Nella mitologia greca arcaica, Metis è un'Oceanina, figlia di Oceano e Teti, che è la personificazione della saggezza e dell'intelligenza astuta.
Julian Jaynes identifica la nascita della metis nel testo dell'Odissea e la sua assenza in quello dell'Iliade. Ad esempio Ulisse “inventa” la metis ovvero ricorre alla metis per vincere la guerra contro i Troiani (Cavallo di Troia), per sfuggire al Ciclope, etc. Ulisse è famoso per la sua metis, che rese molto apprezzati i suoi consigli durante la guerra di Troia.

## La metis dei greci
Marcel Detienne e Jean-Pierre Vernant (1974) descrivono in sintesi la metis dei Greci, come una specie di abilità e di saggia prudenza, basata sulla “deliberazione in vista del bene”. « Metis sta al logos, insomma quello che il saper fare sta alla conoscenza»
Secondo il sinologo François Jullien, "Un saggio è senza idea o L'altro della filosofia", Seuil, (1998):
(pag 29)
Questa citazione fa pensare che la saggezza sia stata relegata, da Platone e dai suoi successori, nel campo della metis. Ma François Jullien ci dice che la scelta della Verità in Grecia non è stata imposta solo per ragioni filosofiche, ma piuttosto per « molte ragioni » (p. 107) su livelli molto diversi, che vanno dalla struttura della giustizia alla concezione del discorso in città, basato sul faccia a faccia, il confronto e la competizione nell'agorà.
Platone condanna la metis, perché le sue espressioni sembrano tutte in contrasto con le virtù che la Città delle Leggi esige dai suoi cittadini. La metis non sarebbe altro che la Sapienza, inclusa la ragione? Inoltre, troviamo la metis nel mondo animale, (quello che chiamiamo il mondo delle bestie), e non solo tra i cacciatori. L'intelligenza del colpo non sarebbe più esclusiva dell'uomo, cosa che per alcuni è singolarmente inquietante a meno che non sia il loro cane... di caccia.

## Il concetto nelle opere
Nella seconda metà degli anni Cinquanta, l'antropologo Paul Radin aggiornò la figura del Fripon, l'incarnazione della mètis, presente in tutte le culture secondo l'autore. Questa cifra ha alimentato molte storie. Tra le più popolari ci sono:
- Renart in Le Roman de Renart (XII secolo), protagonista di queste storie, goupil malizioso e astuto, maestro dell'arte della bella parola;
- Fino al personaggio acrobata malizioso, malizioso e burlone della letteratura popolare del Belgio nord-occidentale, apparso intorno al 1510;
- Robin des Bois[senza fonte];
- Zorro[senza fonte]("volpe" in spagnolo).

"Metis" appare anche nel romanzo Le Passager di Jean-Christophe Grangé del 2011. Presentata come la dea della saggezza (un ruolo solitamente svolto da sua figlia, Atena), è il titolo di una misteriosa azienda farmaceutica.